# 10549 Helsingborg
10549 Helsingborg (1992 RM2) là một tiểu hành tinh vành đai chính được phát hiện ngày 2 tháng 9 năm 1992 bởi E. W. Elst ở Đài thiên văn Nam Âu.